# Ковалёв, Александр Михайлович
Александр Михайлович Ковалёв (род. 19 января 1944) — советский, украинский и донецкий учёный, директор ГУ «Институт прикладной математики и механики» ДНР, академик НАН Украины (до 2022 г.).

## Биография
Родился 19 января 1944 года в с. Убинское Новосибирской области.
Окончил Донецкий университет (1967 год).
Работает в Институте прикладной математики и механики: с 1986 года старший научный сотрудник, с 1996 года зам. директора по научной работе, с 2005 года директор.
Доктор физико-математических наук (1982 год), профессор (1985 год).
Академик НАНУ (2012—2022).
С 1983 года по совместительству профессор кафедры дифференциальных уравнений Донецкого университета.

## Публикации
- Нелинейные задачи управления и наблюдения в теории динамических систем. К., 1980;
- Управляемость, наблюдаемость, идентифицируемость динамических систем. К., 1993 (соавтор);
- Invariant and integral manifolds of dynamical systems and the problem of integration of the Euler-Poisson equations // Regular & Chaotic Dynamics. 2004. Vol. 9, № 1;
- Импульсно-разрывная стабилизация интегратора Брокетта // Изв. РАН. Теория и системы упр. 2005. № 5 (соавтор);
- Построение функции Ляпунова со знако-определенной производной для систем, удовлетворяющих теореме Барбашина-Красовского // ПММ. 2008. Т. 72, вып. 2;
- Решение задач устойчивости для нелинейных систем с известной функцией со знакопостоянной производной // Механика твердого тела. 2009. Вып. 39.

## Награды и премии
Премия им. Н. Крылова НАНУ (1994 год). Государственная премия Украины в области науки и техники (2008 год).